# Hannes Kilian
Hannes Kilian (* 13. November 1909 in Ludwigshafen am Bodensee; † 1. Dezember 1999 in Wäschenbeuren) war ein deutscher Fotograf.

## Leben
Kilian ließ sich nach dem Besuch des Gymnasiums (1921–1926) und der Spoerschen Handelsschule (1926–1928) in Überlingen während einer dreijährigen Lehre im schweizerischen Kreuzlingen zum Fotografen ausbilden. Im Anschluss war er von 1931 bis 1933 bei der Fotografie-Firma Grau in Luzern angestellt. Während der Wirtschaftskrise verlor er seine Arbeitserlaubnis für die Schweiz und kehrte nach Deutschland zurück.
Angesichts der Machtübernahme der Nationalsozialisten emigrierte er nach Neapel. 1936 siedelte er nach Paris über. Mit dem Entzug seiner Arbeitserlaubnis kehrte er 1938 nach Stuttgart zurück und arbeitete als Fotojournalist. 1941 wurde er als Kriegsberichterstatter in die Wehrmacht eingezogen und im Russlandfeldzug eingesetzt. Nach Kriegsende arbeitete er wieder als freischaffender Fotojournalist, unter anderem am Staatstheater Stuttgart. Dort hat er mit seiner Frau Gundel Kilian, die ausgebildete Tänzerin ist und der er das Fotografieren beibrachte, die Proben und Aufführungen des Stuttgarter Balletts festgehalten.
Der Nachlass von Hannes und Gundel Kilian befindet sich seit 2001 im Haus der Geschichte Baden-Württemberg.

## Ausstellungen
- 1974 „Stuttgart Ballett – John Cranko“. Wanderausstellung des Instituts für Auslandsbeziehungen – zu sehen in 86 Ländern der Welt.
- 1975 „Stuttgarter Ballett“. Ausstellung Forum für Kulturaustausch und Institut für Auslandsbeziehungen mit großer Multivision, 450 Farbaufnahmen und schwarzweiß Fotografien, konzipiert für die UdSSR
- 1978 „Dr. Günther Rennert“. Fotoausstellung zu Ehren des verstorbenen Opernregisseurs im Staatsopernhaus Stuttgart
- 1982 „Carl Orff“. Fotoausstellung im Staatsopernhaus Stuttgart zu Ehren des verstorbenen Komponisten
- 1994 „Die 50er Jahre“. Ausstellung über die 50er Jahre in der Eingangshalle des Hauptbahnhofs Stuttgart
- 1995 „Die Zerstörung und Aufbau“. Fotoausstellung zum Thema: 50 Jahre nach dem Zweiten Weltkrieg, 150 Großformatexponate im Hauptbahnhof Stuttgart
- 2004 „Bildergeschichten Hannes Kilian“, Fotografien/Reportagen 1944–1974. Sonderausstellung im Haus der Geschichte Baden-Württemberg, Stuttgart
- 2007 „John Cranko zum 80. Geburtstag“. Ausstellung zum 80. Geburtstag von John Cranko in der Staatsoper Stuttgart
- 2009 „Hannes Kilian Fotografien“. Retrospektive anlässlich des 100. Geburtsjahres von Hannes Kilian im Martin-Gropius-Bau, Berlin. 356 schwarz/weiß Fotografien, ein Querschnitt der Arbeiten von 1934 bis 1987
- 2012 „Hannes Kilian. Im Wechselspiel des Lichts“. Galerie Schlichtenmaier Stuttgart[2]
- 2012  „Hannes Kilian Fotografien“ Retrospektive im Kunstgebäude Stuttgart[3]
- 2013 „Hannes Kilian Fotografien“ Retrospektive im Museum Moderner Kunst Passau
- 2014 „Hannes Kilian“ – Ausstellung im Goetheinstitut Paris[4]
- 2019 Hannes Kilian – Photographien von 1937 -1977, Johanna Breede PHOTOKUNST, Berlin

## Bildbände Hannes Kilian
- Ein Faß und etwas mehr. Hannes Kilian, Text: Walther Wanka. Auftragsarbeit Fassfabrik Diener und Roth, Stuttgart 1940
- Alt Mexiko Alt Peru (Kunstmappe). Hannes Kilian, Text: Hans Hildebrandt. herausgegeben mit Genehmigung der Publications Control Branch ICD OMG Württemberg/Baden, Eidos-Presse, Stuttgart 1948
- 75 Jahre Becker. Hannes Kilian, Text: Walter Mundorff. Auftragsarbeit Brauerei Becker 1949
- Rhodos – Portrait einer Insel. Hannes Kilian, Texte: Arthur Kutscher und Käthe Brotze, Umschau Verlag, Frankfurt am Main, 1959, 5. Auflage 1966
- Stuttgart. Hannes Kilian, Text: Andreas Klaiber. Jan Thorbecke Verlag, Konstanz – Stuttgart 1961
- Menschen in Deutschland. Hannes Kilian, Text: Senta Ulitz-Weber. Inter Nationes, Bad Godesberg, Ernst Battenberg Verlag, Stuttgart 1964 (übersetzt in 5 Sprachen)
- Harmonie der Bewegung. Hannes Kilian, Texte: John Cranko, Klaus Geitel u. a. Prestel Verlag, München 1968
- Internationales Ballett auf deutschen Bühnen. Hannes Kilian, Texte: John Cranko, Klaus Geitel u. a. Inter Nationes, Bad Godesberg, Prestel Verlag, München 1968
- Heimatbuch Rutesheim. Hannes Kilian u. a., Gemeinde Rutesheim 1970
- Marcia Haydée – Porträt einer großen Tänzerin. Hannes Kilian, Texte: Heinz-Ludwig Schneiders, Horst Koegler u. a. Jan Thorbecke Verlag, Sigmaringen 1975
- Donzdorf – Heimatbuch 1976. Hannes Kilian. Stadt Donzdorf 1976
- John Cranko – Ballett für die Welt. Hannes Kilian, Text: Klaus Geitel. Jan Thorbecke Verlag Sigmaringen 1977
- Ditzingen in Wort und Bild. Hannes Kilian, Texte: Wolfgang Irtenkauf, Adolf Schahl. Stadt Ditzingen 1979
- Stuttgarter Ballett. Hannes Kilian, Texte: Marcia Haydée, Walter Erich Schäfer u. a. Kunstverlag Weingarten, Weingarten 1980
- Der Freischütz – Opernaufführung. Hannes Kilian, Texte: Achim Freyer, Klaus-Peter Kehr. Ministerium für Wissenschaft und Kunst Baden-Württemberg, Druckhaus Münster, Stuttgart 1981
- Die Zerstörung – Stuttgart 1944 und danach. Hannes Kilian, Texte: Peter Lahnstein, Hans-Dietrich Nicolaisen. Quadriga-Verlag Severin, Berlin 1984
- Stuttgarter Ballett – Jubiläumsband »Romeo und Julia«. Hannes Kilian. Staatstheater Stuttgart 1992
- Kindheit in Stuttgart in den fünfziger Jahren. Hannes Kilian, Text: Günther Willmann. Wartberg-Verlag, Gudensberg-Gleichen 1997
- Bildergeschichten Hannes Kilian – Fotografien/Reportagen 1944–1974. Hannes Kilian. Haus der Geschichte Baden-Württemberg, Katalog zur Ausstellung vom 17.12.2004–31.07.2005. 2004
- John Cranko zum 80. Geburtstag. Hannes Kilian, Gundel Kilian, Texte: Reid Anderson, Petra von Olschowski u. a. Staatstheater Stuttgart, Stuttgarter Ballett 2007
- Hannes Kilian. Katalog zur Ausstellung im Martin-Gropius-Bau Berlin: 04.04. – 29.06.2009, in Stuttgart: September 2010, Herausgeber Klaus Honnef. Buchhandelsausgabe:  Hatje Cantz Verlag, Ostfildern 2009, ISBN 978-3-7757-2368-8